# Мятлик альпийский
Мя́тлик альпи́йский (лат. Póa alpína) — небольшое и медленно растущее многолетнее растение; вид рода Мятлик (Poa) семейства Злаки (Poaceae). Растение с высокой питательной ценностью.

## Распространение и экология
Произрастает на всей территории Европы и умеренной зоны Северной Америки.
Альпийский мятлик преимущественно обитает в каменистых почвах, образуя плотные кочки диаметром 10—20 см. Занимает доминантное положение в альпийских лугах, в равнинных же экосистемах в основном образует локальные и малочисленные популяции в местах, малопригодных для роста других растений, например, затенённых или с нарушенной почвой.
Размножается как половым путём, так и вегетативно. Примечателен высокой степенью адаптации к вегетативному размножению, образуя в колосках специализированные вегетативные почки наряду с обычными — с цветками.
Также растёт в арктических тундрах. Переносит временное избыточное увлажнение, отзывчив на удобрения, особенно на внесение навоза. 

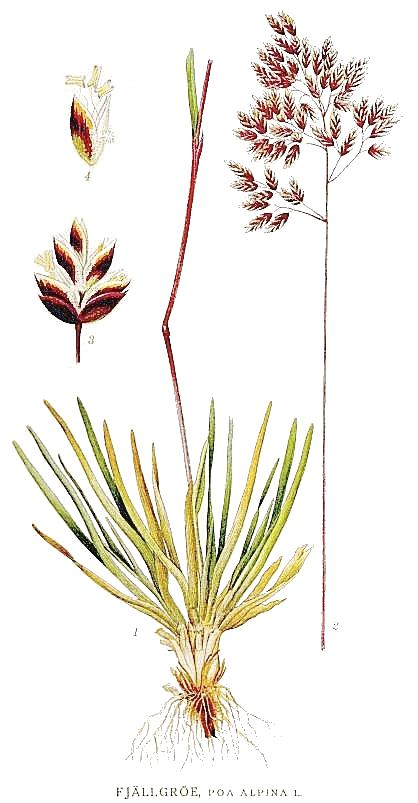

## Ботаническое описание
Образует дерновинки, корневище короткое, с побегами. Стебли высотой 5—50 см, голые, гладкие, при основании от окружающих их влагалищ более менее утолщённые.
Листья линейные, коротко-заострённые, толстоватые, плоские, шириной 2—3 мм, реже до 5 мм, гладкие, прикорневые короткие, многочисленны. Язычки длиной до 4 мм.
Метёлка длиной до 7 см, густая, яйцевидная, с короткими веточками, пёстро-окрашенная.

## Значение и применение
На альпийских пастбищах хорошо поедается крупным рогатым скотом, лошадьми и овцами. Особенно охотно поедаются прикорневые листья, хуже соцветия, которые в конце лета остаются не съеденными, но хорошо поедаемые лошадьми. Обладает высокой способностью давать отаву. Охотно поедается оленями.
По наблюдениям в Кабардино-Балкарии поедается западнокавказским туром (Capra caucasica).
| Фаза         | Вода (%) | От абсолютного сухого вещества в % | От абсолютного сухого вещества в % | От абсолютного сухого вещества в % | От абсолютного сухого вещества в % | От абсолютного сухого вещества в % | Источник и район                    |
| Фаза         | Вода (%) | золы                               | протеина                           | жира                               | клетчатки                          | БЭВ                                | Источник и район                    |
| ------------ | -------- | ---------------------------------- | ---------------------------------- | ---------------------------------- | ---------------------------------- | ---------------------------------- | ----------------------------------- |
| Цветение     | —        | 6,3                                | 10,7                               | 2,6                                | 31,0                               | 38,5                               | Гроссгейм, 1932, Азербайджан        |
| Цветение     | 11,1     | 7,4                                | 13,3                               | 3,3                                | 23,9                               | 52,1                               | Плешко и Пехачек, 1944, Таджикистан |
| Плодоношение | 7,9      | 6,4                                | 12,9                               | 2,8                                | 36,8                               | 34,1                               | Плешко и Пехачек, 1944, Таджикистан |
| Цветение     | 15,0     | 4,6                                | 13,7                               | 2,7                                | 29,8                               | 49,2                               | Салазкин, 1934, тундра              |

## В культуре
- Альбом Substrata норвежского музыканта Biosphere содержит трек Poa Alpina.